# SsangYong Actyon
SsangYong Actyon — компактный рамный кроссовер, сделанный на основе SsangYong Kyron, южнокорейской компании KG Mobility.
Название Actyon произошло от сочетания слов active (активный) и young (молодой).

## Первое поколение

### Обзор
Оба варианта доступны с системами 2WD или 4WD и турбодизельным двигателем третьего поколения с системой Common Rail VGT или четырехцилиндровым бензиновым двигателем объемом 2,3 л.
Автомобиль также оснащен двухрычажной независимой передней подвеской и неразрезным мостом сзади. Actyon в базе оснащен системой EBD, а также ESP и системой контроля спуска с горы в других комплектациях. 
Дизельный двигатель выдает 104 кВт (141 л. с.) мощности при 4000 об/мин и 310 Н·м крутящего момента при 2700 об/мин. Бензиновый двигатель объемом 2,3 литра выдает около 110 кВт (148 л. с.) при 5500 об/мин и 214 Н·м при 4500 об/мин.
Другое дополнительное оборудование включает в себя бесключевой доступ , двойные подушки безопасности, чувствительный к скорости центральный замок , иммобилайзер двигателя и сигнализацию, электрические стеклоподъемники, замки дверей для безопасности детей. Первоначально предлагавшийся с четырехступенчатой автоматической коробкой передач,  Actyon позже был модернизирован шестиступенчатой автоматической коробкой передач, полученной от австралийской компании Drivetrain Systems International .
В течение нескольких лет в Австралии не было импортера SsangYong, поэтому контракт на поставку автоматических трансмиссий исчез, а Drivetrain Systems International перешла в режим банкротства, в конечном итоге ее выкупил конгломерат Geely, после чего все производство было перенесено в Китай. После ряда проблем с шестиступенчатыми автоматическими трансмиссиями SsangYong вернулась к пятиступенчатой автоматической трансмиссии для автоматической модели Actyon Sports. В 2008 году
Phoenix Motorcars в Онтарио, Калифорния, представила электрические внедорожники Phoenix и Phoenix SUT для менеджеров автопарков, оба на базе шасси оригинального Actyon и Actyon Sports. В июне 2010 года Actyon получил фейслифтинг.  В апреле 2018 года Ssangyong объявила о прекращении производства Actyon после плохих продаж. Actyon поставлялся на российский рынок из Кореи компанией Соллерс. Позже крупноузловая сборка Actyon первого поколения была налажена в Приморье и на заводе Северсталь. В год производилось всего 3500 автомобилей. Производство модели в России было свернуто в связи с ориентированием на Kyron, имеющим с Actyon одинаковую базу. Отличия Actyon и Kyron касаются только интерьера и экстерьера, длины кузова.

#### Actyon Sports
Через год после начала производства Actyon был анонсирован вариант пикапа под названием Actyon Sports . Этот вариант пережил своего тезку, выпускаясь до 2018 года с выпуском нового пикапа Musso. Заменяя оригинальный Musso Sports, Actyon Sports имеет более широкую колею, увеличенную грузоподъемность и более экономичный двигатель.

### Автоспорт
SsangYong New Zealand запустила серию Actyon Racing в 2014 году. В серии участвуют несколько слегка модифицированных Actyon с идентичными трансмиссиями, что позволяет водителю определять результаты гонки. Гоночные Actyon оснащены 2,3-литровым бензиновым двигателем Mercedes-Benz, сопряженным с местной четырехступенчатой секвентальной коробкой передач и открытым дифференциалом. Подвеска была занижена для улучшения управляемости, а также были установлены полный защитный каркас безопасности и ремни безопасности.

## Рестайлинг
На 2013 год был намечен так и не состоявшийся рестайлинг внедорожника SsangYong Actyon первого поколения. Планировалось, что в ходе него машина получит внешность в стиле обновленного пикапа Actyon Sports. Его место на конвейере занял New Actyon с несущим кузовом.

## SsangYong Nomad
В Казахстане Actyon собирался с 2010 года. В 2013 на предприятии «СарыАркаАвтопром» началась сборка модернизированного варианта, под именем Nomad. Внешность значительно изменилась, переднюю часть машины дизайнеры оформили в стиле обновленного пикапа Actyon Sports. Приборная панель приобрела оттенки сот в отделке сопел обдува. видоизменённые задние фонари и новый задний бампер.. Оформление салона (панель приборов, сиденья) отличается от вариантов для СНГ, но идентично для модели Actyon на других рынках. Технических отличий нет: SsangYong Nomad оснащался бензиновым мотором 2.3 л и мощностью 150 л. с., коробки передач — механическая пятиступенчатая или автоматическая шестиступенчатая, привод — полный.
Производство модели SsangYong Nomad завершилось в марте 2017 года из-за низкого спроса.